# Pointe Henriette
Pour les articles homonymes, voir Henriette.
La pointe Henriette est un cap de Guadeloupe situé à Vieux-Fort. 

## Géographie
A l'est de la pointe du Vieux-Fort, cap le plus au sud de la Basse-Terre, la pointe Henriette se situe à l'ouest de la pointe Plate.
La pointe Henriette est connue pour ses dépôts de déferlantes pyroclastiques, éruptions magmatiques explosives au contact de l'eau de mer, tel le basalte à amphiboles,.